# Barna csoportospereszke
A barna csoportospereszke (Lyophyllum fumosum) az álpereszkefélék (Lyophyllaceae) családjába tartozó, bokrosan termő, ehető gombafaj. Egyéb elnevezései bokros álpereszke, csoportos pereszke, sötét pereszke.

## Megjelenése
A barna csoportospereszke kalapja 5–10 cm átmérőjű, alakja kezdetben félgömbös, majd domború, végül szabálytalanul kiterülő, közepén esetleg tompa púpppal. Széle szabálytalan, felszíne sima vagy apró pikkelykés. Színe szürkésbarnától mogyoróbarnáig terjed, sötétebb, mint a sötét csoportospereszke (Lyophyllum decastes). Húsa vastag, porcos, színe fehér, sérülésre nem változik. Szaga és íze nem jellegzetes; a szaga lisztes lehet.
Lemezei sűrűk, tönkhöz nőttek vagy lefutók. Színük fehéres, krémszínű vagy halványszürke. Spórapora fehér. Spórája 6-7 x 5,5-7 µm-es, gömbölyded, sima felszínű.
Tönkje 4–8 cm magas és 0,5-1,5 cm vastag. Alakja hengeres, sokszor görbülő, több gomba tönkje összenőhet. Felülete hosszanti szálas. Színe piszkosfehér, öregen világos kalapszínű.

### Hasonló fajok
Barnás színű, szintén ehető közeli rokonaival (Lyophyllum decastes, Lyophyllum semitale, Lyophyllum transforme) téveszthető össze.

## Elterjedése és termőhelye
Európában és Észak-Amerikában honos. Magyarországon gyakori. Humuszos talajú lombos- és fenyőerdőkben, erdőszéleken található, többnyire tövénél összenőtt nagy, bokros csoportokban. Augusztustól októberig terem.
Ehető, de inkább csak a kalapja, a tönkje túlságosan szívós.

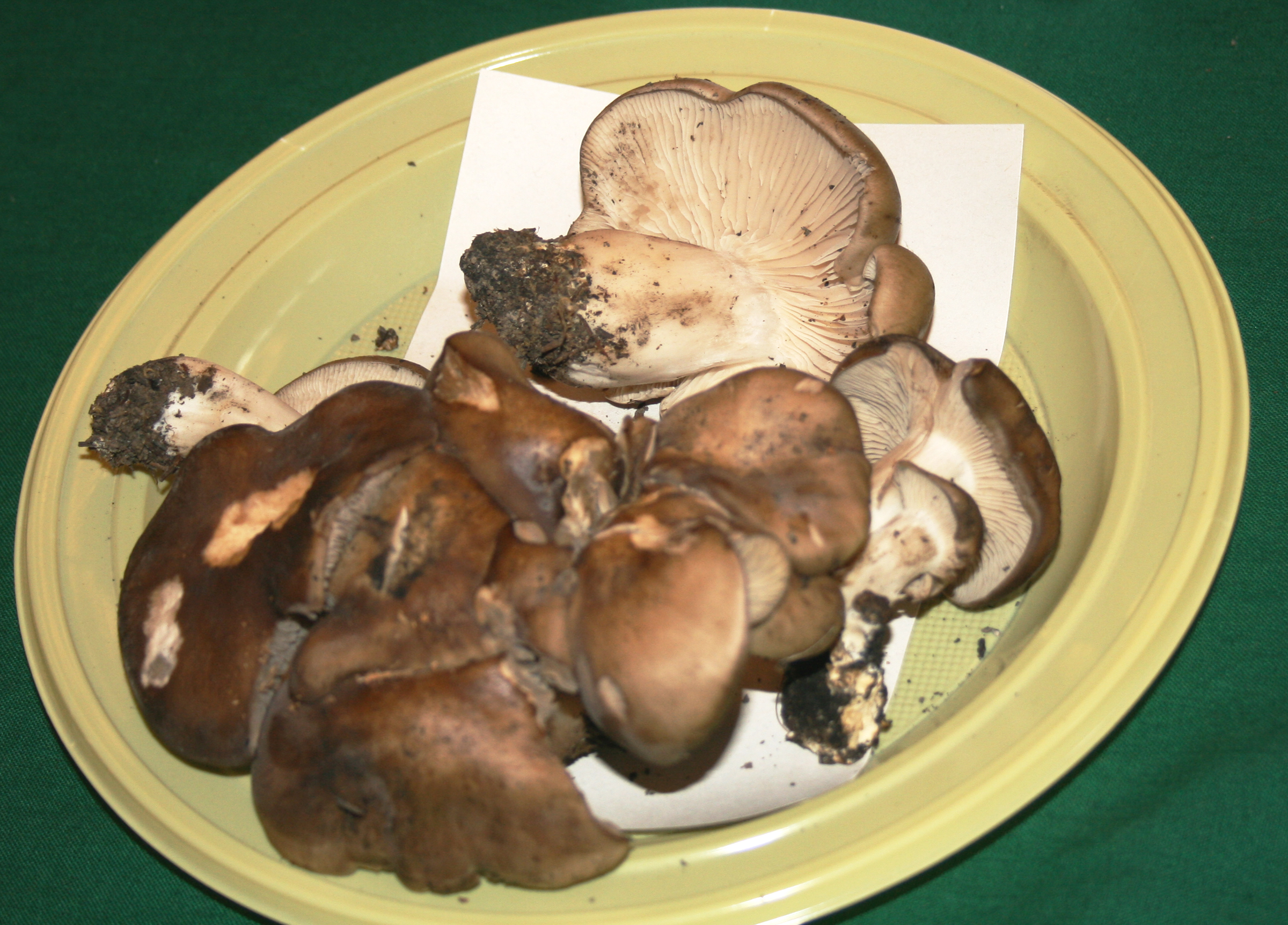
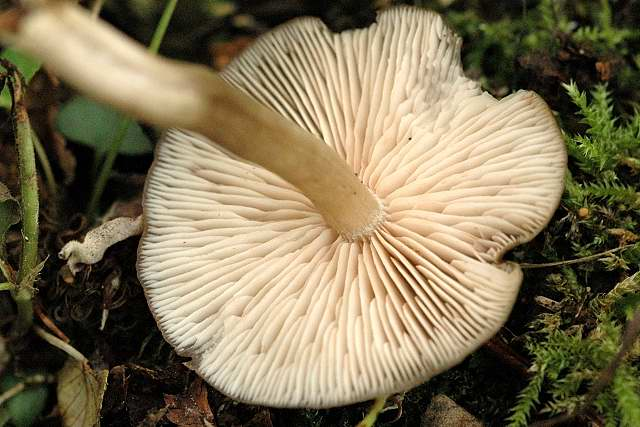